# Київський міський будинок дитини «Берізка»
Київський міський будинок дитини «Берізка» — будинок дитини, підпорядкований Головному управлінню охорони здоров'я м. Києва.

## Історія
Заснований Дніпровським районним відділом охорони здоров'я 15 листопада 1979 року. Розташований в лісопарковій зоні Деснянського району міста Києва.
9 лютого 1988 року підпорядкований центральній районній поліклініці Ватутінського району м. Києва. 22 грудня 1995 року будинок дитини «Берізка» переведений в підпорядкування КДСМО, 19 грудня 1997 — підпорядкований Головному управлінню охорони здоров'я м. Києва.
Першим головним лікарем будинку дитини був О. О. Таволжан з 15 листопада 1979 року по 27 жовтня 2005 року. З 28 жовтня 2005 року головний лікар будинку дитини Олександр Могильний.

## Мета
Мета діяльності: надання медичної допомоги дітям-сиротам та дітям, які залишились без піклування батьків, з органічними ураженнями центральної нервової системи, в тому числі дитячим церебральним паралічем, з порушенням психіки.
Головне завдання: надання медичної допомоги, реабілітація хворих дітей, а також виховання дітей дошкільного віку згідно з програмою дитячих садків.

## Сучасний стан
Тут проживає близько 150 малюків віком від 7 днів до 4 років, з них 23 ВІЛ-інфікованих. Основний особовий склад будинку дитини це лікарі, медичні сестри, вихователі.